# Liste der Stolpersteine in Litauen

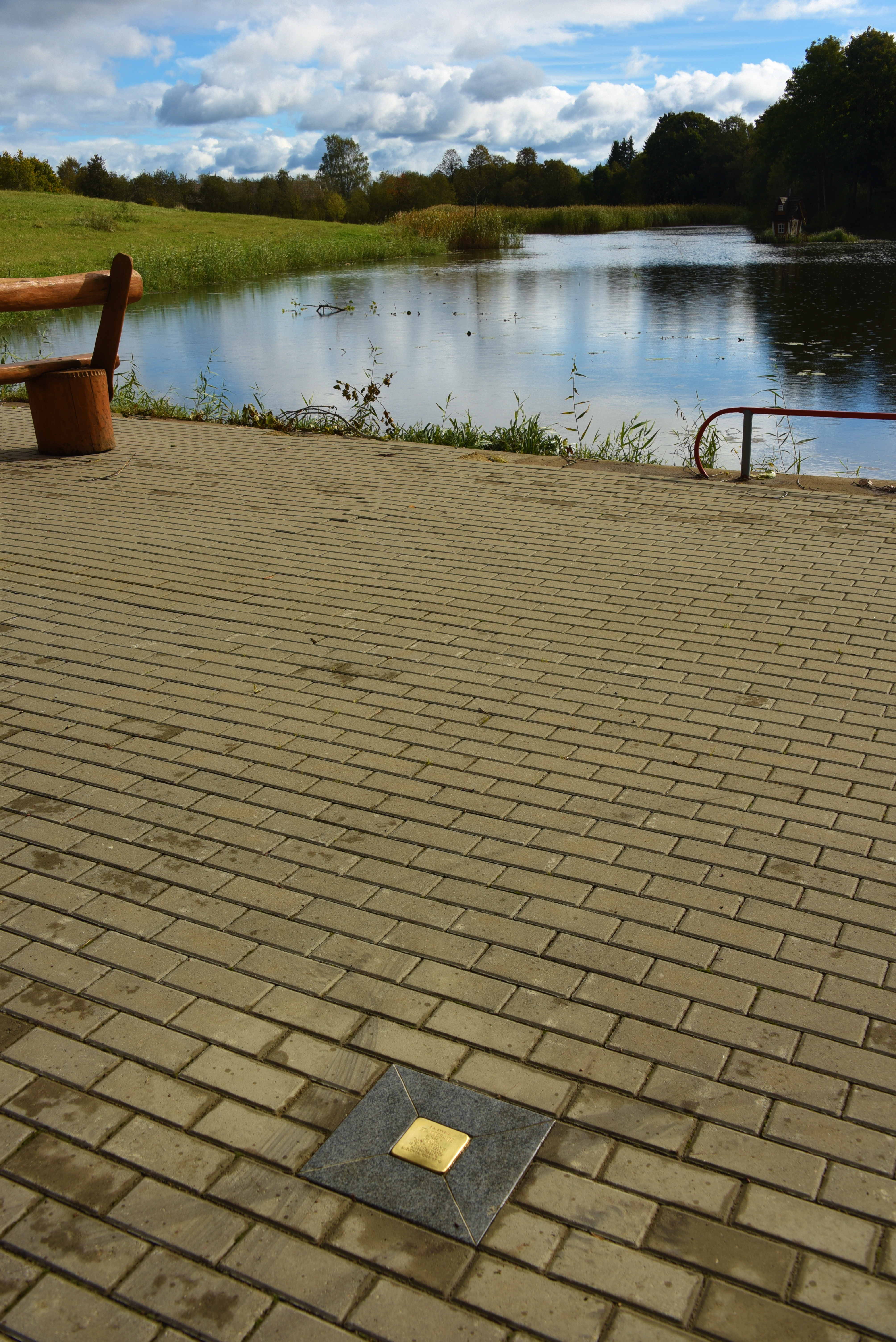
Stolperstein in Kuliai

Die Liste der Stolpersteine in Litauen listet die Stolpersteine, die in Litauen verlegt worden sind. Stolpersteine liegen in der Regel vor dem letzten selbstgewählten Wohnort des Opfers und erinnern an das Schicksal der Menschen, die von den Nationalsozialisten ermordet, deportiert, vertrieben oder in den Suizid getrieben wurden.
Die Stolpersteine wurden vom deutschen Künstler Gunter Demnig konzipiert und werden im Regelfall von ihm selbst verlegt. Die ersten Verlegungen in Litauen fanden im Jahr 2016 statt.

## Verlegte Stolpersteine
Bislang wurden Stolpersteine in dreizehn Gemeinden des Landes verlegt.

### Alytus
In der Stadt Alytus wurden sechs Stolpersteine verlegt.
| Stolperstein | Übersetzung | Verlegeort                                            | Name, Leben |
| ------------ | --- | ----------------------------------------------------- | --- |
|              | HIER WOHNTE ŠMUELIS BEIRALAS GEBOREN 1883 GETÖTET SOMMER 1941 IM WALD VON VIDZGIRIO ALYTUS                                                                                  | Pulko gatvė 1 ·                                       | Šmuelis Beiralas wurde am 20. November 1883 in Alytus geboren. Er war ein Geschäftsmann und beteiligte sich – nach der Wiederherstellung der Souveränität Litauens – am Aufbau der Verwaltung der Stadt und des Landkreises. Er wurde mehrfach als Stadtrat von Alytus gewählt. Er war Mitglied der Freiwilligen Feuerwehr Alytus und unterstützte das 1. Infanterieregiment. Er unterstützte auch eine Reihe von jüdischen Institutionen, beispielsweise die Jüdische Volksbank, deren Vorstandsmitglied er war. Er wurde vom NS-Regime im Jahr 1942 im Wald von Vidzgiris getötet. |
|              | HIER WOHNTE MENDELIS BOKŠICKIS GEBOREN 1898 VERHAFTET 1941 GETÖTET SEPTEMBER 1941 PANERIAI                                                                                  | Vilniaus gatvė 27 ·                                   | Mendelis Bokšickis wurde 1898 oder am 14. Februar 1900 in Alytus geboren. Seine Eltern waren Mordechaj Bokšickis und Esther geb. Vilenska. Er studierte Rechtswissenschaften an der Vytautas-Magnus-Universität und wurde Rechtsanwalt. Er beteiligte sich – nach der Wiederherstellung der Souveränität Litauens – am Aufbau der Verwaltung der Stadt und des Landkreises. Er wurde mehrfach als Stadtrat von Alytus gewählt. Er war von 1921 bis 1935 Gründer und Kommandant der Freiwilligen Feuerwehr Alytus und unterstützte das 1. Infanterieregiment. Er beteiligte sich auch am jüdischen Leben Litauens. Mendelis Bokšicki war verheiratet mit Sheine bzw. Jenia geb. Kronzon, geboren am 18. November 1900 in Kalvarija. Das Paar hatte zwei Kinder, Sohn Saadia und Tochter Lily. Der Sohn erinnerte sich wie folgt an seinen Vater: „Wir waren sehr stolz auf unseren Vater, als er [für seine Tätigkeit als Feuerwehrkommandant] zweimal die Medaille für Nachbarschaftshilfe bekam. Als Vater unterirdische Tanks entwarf, in denen das Wasser nicht gefror und nicht verschlammte, wurde er auch im Ausland berühmt. Er erhielt eine Goldmedaille aus Estland.“ Mendelis Bokšickis wurde im September oder Oktober 1941 vom NS-Regime in Paneriai ermordet. Auch seine Frau verlor ihr Leben im Rahmen des Holocaust in Litauen. |
|              | HIER WOHNTE SAADIA BOKŠICKIS BAHAT GEBOREN 1928 VERHAFTET 6. September 1941 GHETTO VILNIUS ENTLASSEN IM SEPTEMBER 1943 AUS SOSKI VERHAFTET 23. August 1944 STUTTHOF BEFREIT | Vilniaus gatvė 27 ·                                   | Saadia Bokšickis Bahat |
|              | HIER WOHNTE LILIJA BOKŠICKYTE WINTERFELD GEBOREN 1927 VERHAFTET 6. September 1941 GHETTO VILNIUS GEFLÜCHTET 1943 VERSTECKTE SICH                                            | Vilniaus gatvė 27 ·                                   | Lilija Bokšickyte Winterfeld |
|              | HIER ARBEITETE HIRŠAS KALMANAVIČIUS GEBOREN 1887 GETÖTET 1941 | Užuolankos gatvė 30 · (vormals Užuolankos gatvė 22) · | Hiršas Kalmanavičius wurde 1887 in Alytus geboren. Er besuchte eine jüdische Grundschule seiner Heimatstadt und danach eine religiöse Gymnasialschule in Vilnius. Dort schloss er auch 1910 seine Ausbildung zum Lehrer ab. Während des Ersten Weltkrieges wurde er, wie die meisten Juden, die in Grenzprovinzen lebten, auf Befehl des Zaren in das Landesinnere deportiert. In Lukoml im heutigen Belarus leitete er eine lokale jüdische Grundschule. Danach lebte er einige Zeit in Pinsk (Weißrussland) und Łomża (heute Polen), wo er von 1918 bis 1921 am Jüdischen Gymnasium unterrichtete. 1921 kehrte er nach Alytus zurück und am 30. September desselben Jahres wurde ihm die Staatsbürgerschaft der Republik Litauen verliehen. Bis in die 1940er Jahre arbeitete er an der Jüdischen Sekundarschule von Alytus. Er unterrichtete die Fächer Geographie, Geschichte, Hebräisch und Religion (jüdisch). Hirsas Kalmanavičius war verheiratet mit Dora geb. Meizler, geboren 1888 in Łomża. Das Paar hatte einen Sohn, Jacob, geboren 1912, der Ingenieur wurde. Hiršas Kalmanavičius, seine Frau und sein Sohn wurden alle während des Holocaust in Litauen im Jahr 1941 getötet. Die genauen Umstände der Ermordung sind nicht bekannt. Die letzte Anschrift der Familie ist nicht bekannt. Die Schule, an der Hiršas Kalmanavičius unterrichtete, hat ihre Adresse im Lauf der Jahre mehrmals geändert. Der Stolperstein für Hiršas Kalmanavičius liegt an jener Anschrift, die die Schule hatte, als er dort zu unterrichten begann. |
|              | HIER WOHNTE ŠEINE KRONZONAITĖ- BOKŠICKIENE GEBOREN 1891 VERHAFTET 1941 GHETTO VILNIUS GETÖTET 7. Oktober 1943 PANERIAI                                                      | Vilniaus gatvė 27 ·                                   | Šeine Kronzonaité-Bokšickiene |

### Jurbarkas
In Jurbarkas wurden elf Stolpersteine für Mitglieder der Familie Berkover verlegt.
| Stolperstein | Übersetzung | Verlegeort         | Name, Leben                                         |
| ------------ | --- | ------------------ | --------------------------------------------------- |
|              | HIER WOHNTE FEIGĖ-ZISLĖ BERKOVERIENĖ- FREIMANAITĖ GEBOREN 1891 INTERNIERT 1941 IM GHETTO VON JURBARKAS GETÖTET 1941 | Kauno gatvė 46-2 · | Feigė-Zislė Berkoverienė-Freimanaitė (geboren 1891) |
|              | HIER WOHNTE RIVKA BERKOVERIENĖ- LEŠČYTĖ GEBOREN 1902 VERHAFTET 1941 GHETTO VON JURBARKAS GETÖTET 1941               | Kauno gatvė 46-2 · | Rivka Berkoverienė-Leščytė (geboren 1902)           |
|              | HIER WOHNTE ITA BERKOVERIENĖ- GOLDŠTEINAITĖ GEBOREN 1872 INTERNIERT 1941 IM GHETTO VON JURBARKAS GETÖTET 1941       | Kauno gatvė 46-2 · | Ita Berkoverienė-Goldšteinaitė (geboren 1941)       |
|              | HIER WOHNTE ABELIS BENJAMINAS BERKOVERIS GEBOREN 1902 INTERNIERT 1941 IM GHETTO VON JURBARKAS GETÖTET 1941          | Kauno gatvė 46-2 · | Abelis Benjaminas Berkoveris (geboren 1902)         |
|              | HIER WOHNTE JOKŪBAS-GIRŠA BERKOVERIS GEBOREN 1894 INTERNIERT 1941 IM GHETTO VON JURBARKAS GETÖTET 1941              | Kauno gatvė 46-2 · | Jokūbas-Girša Berkoveris                            |
|              | HIER WOHNTE SIMONAS BERKOVERIS GEBOREN 1867 INTERNIERT 1941 IM GHETTO VON JURBARKAS GETÖTET 1941                    | Kauno gatvė 46-2 · | Simonas Berkoveris (geboren 1867)                   |
|              | HIER WOHNTE ŠLIOMA-ELIJA BERKOVERIS GEBOREN 1925 INTERNIERT 1941 IM GHETTO VON JURBARKAS GETÖTET 1941               | Kauno gatvė 46-2 · | Šlioma-Elija Berkoveris                             |
|              | HIER WOHNTE HANA BERKOVERYTĖ GEBOREN 1926 INTERNIERT 1941 IM GHETTO VON JURBARKAS GETÖTET 1941                      | Kauno gatvė 46-2 · | Hana Berkoverytė (geboren 1926)                     |
|              | HIER WOHNTE RISA BERKOVERYTĖ GEBOREN 1931 INTERNIERT 1941 IM GHETTO VON JURBARKAS GETÖTET 1941                      | Kauno gatvė 46-2 · | Risa Berkoverytė                                    |
|              | HIER WOHNTE ZALMANAS DRATVINAS GEBOREN 1905 INTERNIERT 1941 IM GHETTO VON JURBARKAS GETÖTET 1941                    | Kauno gatvė 46-2 · | Zalmanas Dratvinas (geboren 1905)                   |
|              | HIER WOHNTE SARA DRATVINIENĖ- BERKOVERYTĖ GEBOREN 1910 INTERNIERT 1941 IM GHETTO VON JURBARKAS GETÖTET 1941         | Kauno gatvė 46-2 · | Sara Dratvinienė-Berkoverytė (geboren 1910)         |

### Kaunas
In der Stadt Kaunas wurden von Gunter Demnig neun Stolpersteine verlegt.
| Stolperstein | Übersetzung | Verlegeort                           | Name, Leben |
| ------------ | --- | ------------------------------------ | --- |
|              | HIER TRAINIERTE ISAKAS ANOLIKAS GEBOREN 1903 VERHAFTET ERMORDET 1943 KAUNAS IX FORTAS                                          | Laisvės al. 3 · seitlich beim Park · | Isakas Anolikas wurde 1903 in Šiauliai geboren. Er war Radrennfahrer und zweimaliger Olympiateilnehmer. Er wurde 1943 in Kaunas ermordet. |
|              | HIER LEBTE UND ARBEITETE CHAIMAS BASAS GEBOREN 1864 VERHAFTET 1941 ERMORDET AUGUST 1941 GHETTO KAUNAS                          | Vilniaus gatvė 72 ·                  | Chaimas Basas (1864–1941) |
|              | HIER LEBTE ELIAZARAS BASAS GEBOREN 1938 VERHAFTET 1941 GHETTO KAUNAS ERMORDET MÄRZ 1944 WÄHREND DER KINDER-AKTION              | Vilniaus gatvė 72 ·                  | Eliazaras Basas (1938–1944) |
|              | HIER LEBTE UND ARBEITETE LEIBA BASAS GEBOREN 1896 VERHAFTET 1941 ERMORDET JULI 1944 GHETTO KAUNAS                              | Vilniaus gatvė 72 ·                  | Leiba Basas (1896–1944) |
|              | HIER LEBTE TIRCA BASIENĖ GEBOREN 1914 VERHAFTET 1941 ERMORDET JULI 1944 GHETTO KAUNAS                                          | Vilniaus gatvė 72 ·                  | Tirca Basienė (1914–1944) |
|              | HIER LEBTE DR. VLADIMIRAS LAZERSONAS GEBOREN 1889 VERHAFTET 1941 GHETTO KAUNAS DEPORTIERT 1944 ERMORDET 1945 DACHAU            | Vydūno al. 67 ·                      | Vladimir Lazerson war Psychiater. Er wurde 1889 geboren und 1945 ermordet. Er galt als Vater der klinischen Psychologie in Litauen.       |
|              | HIER LEBTE REGINA LAZERSONIENĖ- SAFOČINSKAITĖ GEBOREN 1889 VERHAFTET 1941 GHETTO KAUNAS DEPORTIERT 1944 ERMORDET 1945 STUTTHOF | Vydūno al. 67 ·                      | Regina Lazersonienė-Safočinskaitė wurde 1889 geboren und 1945 ermordet.                                                                   |
|              | HIER LEBTE JAKOVAS LIPŠICAS GEBOREN 1903 VERHAFTET 1941 GHETTO KAUNAS DEPORTIERT 1944 ERMORDET 1945 DACHAU                     | Darbininkų gatvė 15 ·                | Jakovas Lipšicas war Künstler |
|              | HIER LERNTE ČERNĖ PERCIKOVČIŪTĖ GEBOREN 1911 VERHAFTET JULI 1941 GESTORBEN 1941 GHETTO KAUNAS                                  | Miško gatvė 1 ·                      | Černė Percikovičiūtė wurde 1911 geboren. Er war ein Student des Künstlers Justinas Vienožinskis.                                          |

### Krakės
In Krakės wurden an drei Adressen jeweils ein Stolperstein verlegt. Sie sind einem Pharmazeuten und zwei Ärzten gewidmet.
| Stolperstein | Übersetzung | Verlegeort              | Name, Leben                                                                           |
| ------------ | --- | ----------------------- | ------------------------------------------------------------------------------------- |
|              | HIER ARBEITETE BORUCHAS ALPERAVIČIUS GEBOREN 1896 VERHAFTET 1941 KRAKAUER GHETTO GETÖTET SEPTEMBER 1941 KRAKĖS        | Krakės, Kudirkos g. 5   | Boruchas Alperavičius wurde 1896 geboren. Er wurde im September 1941 ermordet.        |
|              | HIER ARBEITETE ARONAS POLUNSKIS GEBOREN 1898 VERHAFTET 1941 KRAKAUER GHETTO GETÖTET SEPTEMBER 1941 KRAKĖS             | Krakės, Vasario 16 g. 6 | Aronas Polunskis wurde 1898 geboren. Er wurde im September 1941 ermordet.             |
|              | HIER ARBEITETE ABRAMAS MICHELIS VOLPOVIČIUS GEBOREN 1895 VERHAFTET 1941 KRAKAUER GHETTO GETÖTET SEPTEMBER 1941 KRAKĖS | Krakės, Kauno g. 2      | Abramas Michelis Volpovičius wurde 1895 geboren. Er wurde im September 1941 ermordet. |

### Kretinga
Nach der Besetzung Litauens durch Nazi-Deutschland wurden im Sommer 1941 im Zuge des Holocaust in drei Massenerschießungen zumindest 470 der 550 jüdischen Bewohner von Darbėnai ermordet. In der Turgaus aikštė von Darbėnai wurden zwei Stolpersteine verlegt, einer auf Hausnummer 5, der andere auf Hausnummer 13. Die Verlegung der Stolpersteine wurde von der Lehrerin Edita Gliožerienė initiiert.
| Stolperstein | Übersetzung                                                    | Verlegeort                 | Name, Leben |
| ------------ | -------------------------------------------------------------- | -------------------------- | --- |
|              | HIER ARBEITETE ELIJAH BRUCK GEBOREN 1902 GETÖTET 29. JUNI 1941 | Darbėnai, Turgaus aikštė 5 | Elijah Bruck, geboren 1902, wurde zusammen mit weiteren Juden aus Darbėnai am 29. Juni 1941 getötet. Seine Frau Chava (geb. 1902), sein Sohn Abrachham (geb. 1934), seine Schwester Ela und alle seine jüngeren Brüder und Schwestern wurden wenig später ermordet. |
|              | HIER LEBTE ESTERA KVERELYTĖ GEBOREN 1924 GETÖTET 1941          | Darbėnai, Turgaus aikštė 9 | Estera Kverelytė wurde 1924 geboren und 1941 getötet. |

### Kuliai
In der Ortschaft Kuliai wurde ein Stolperstein verlegt.
| Stolperstein | Übersetzung | Verlegeort                         | Name, Leben                 |
| ------------ | --- | ---------------------------------- | --------------------------- |
|              | HIER WOHNTE ETA ODESAITĖ GEBOREN 1922 VERHAFTET IN DER GEMEINDE KULIAI JUNI 1941 VOM ORT DES MASSAKERS GEFLÜCHTET 1941 GETÖTET 19. Juli 1944 | 3213 · Kulių I tvenkinys (Teich) · | Eta Odesaitė (geboren 1922) |

### Panevėžys
In der Stadt Panevėžys wurden von Gunter Demnig während seines Aufenthalts in Litauen im August 2016 vier Stolpersteine verlegt.
| Stolperstein | Übersetzung | Verlegeort                         | Name, Leben                                        |
| ------------ | --- | ---------------------------------- | -------------------------------------------------- |
|              | HIER LEBTE ONA GRACHAUSKIENĖ BAGDONAVIČIŪTĖ JG. 1923 VERHAFTET KONZENTRATIONSLAGER PRAVIENIŠKĖS DEPORTIERT NACH DEUTSCHLAND BEFREIT   | Panevėžys, · J. Tilvyčio gatvė 1 · | Ona Grachauskienė-Bagdonavičiūtė (geboren 1923)    |
|              | HIER LEBTE ANASTAZIJA JABLONSKIENĖ- BAGDONAVIČIŪTĖ JG. 1875 VERHAFTET 1. Juni 1943 ERMORDET 1943 KONZENTRATIONSLAGER PRAVIENIŠKĖS     | Panevėžys, · J. Tilvyčio gatvė 1 · | Anastazija Jablonskienė-Bagdonavičiūtė (1875–1943) |
|              | HIER LEBTE ONA MAZUTEVIČIUTE BAGDONAVIČIŪTĖ JG. 1905 DEPORTIERT 1943 NACH DEUTSCHLAND BEFREIT                                         | Panevėžys, · J. Tilvyčio gatvė 1 · | Ona Matuzevičiūtė-Bagdonavičiūtė (geboren 1905)    |
|              | HIER LEBTE ZOSĖ MATUZEVIČIUTE JG. 1934 VERHAFTET 1. Juni 1943 KONZENTRATIONSLAGER PRAVIENIŠKĖS DEPORTIERT NATZWEILER-STRUTHOF BEFREIT | Panevėžys, · J. Tilvyčio gatvė 1 · | Zosė Matuzevičiūtė (geboren 1934)                  |

### Plungė
In der Stadt Plungė wurden zu einem unbekannten Zeitpunkt zwei Stolpersteine verlegt.
| Stolperstein | Übersetzung | Verlegeort               | Name, Leben                                                                                   |
| ------------ | --- | ------------------------ | --------------------------------------------------------------------------------------------- |
|              | HIER LEBTE UND ARBEITETE MENDELIS RILAS GEBOREN 1875 GETÖTET JUNI 1941 SKAUDVILE                                 | Plungė, Rietavo gatvė 23 | Mendelis Rilas wurde 1875 geboren. Er wurde am 19. Juli 1944 in Skaudvilė getötet.            |
|              | HIER WOHNTE MAŠA ROLNIKAITE GEBOREN 1927 VERHAFTET 1941 GHETTO VILNIUS DEPORTIERT 1943 […] STUTTHOF FREIGEKOMMEN | Plungė, Laisvės al. 11   | Maša Rolnikaitė wurde am 21. Juli 1927 In Klaipėda geboren. Sie starb 2016 in St. Petersburg. |

### Prienai
In Prienai wurden zwei Stolpersteine verlegt.
| Stolperstein | Übersetzung                                                              | Verlegeort              | Name, Leben |
| ------------ | ------------------------------------------------------------------------ | ----------------------- | --- |
|              | HIER LEBTE BENCIONAS BENAS ŠAKOVAS GEBOREN 1886 GETÖTET 1941 PRIENAI     | Prienai, Vytautas g. 11 | Bencionas Benas Šakovas wurde 1886 geboren. Er war der größte Arbeitgeber der Stadt. Im Jahr 1920 erwarb er die Lazer Goldberg Wodkafabrik. Er braute auch ein bekanntes und beliebtes Bier. Sein Unternehmen wurde 1930 mit einer Goldmedaille ausgezeichnet, er selbst galt als ehrenwerte Persönlichkeit seiner Stadt. Er und seine Frau wurden im September 1941 gemeinsam mit weiteren Juden von Prienai getötet. Während eines deutschen Bombardement im Jahr 1944 wurde die Brauerei zerstört. |
|              | HIER LEBTE LIBĖ GENĖ ŠAKOVIENĖ-KACAITĖ GEBOREN 1889 GETÖTET 1941 PRIENAI | Prienai, Vytautas g. 11 | Libė Genė Šakovienė-Kacaitė wurde 1889 geboren. Sie war mit dem Brauereibesitzer Bencionas Benas Šakovas verheiratet. Das Ehepaar wurde im September 1941 gemeinsam mit weiteren Juden von Prienai ermordet. Das Paar hatte zwei Kinder. Das Schicksal des Sohnes, Isaac, ist nicht bekannt. Tochter Miriam konnte den Holocaust überleben, studierte nach Kriegsende in Wien Medizin und emigrierte in der Folge in die Vereinigten Staaten.                                                         |

### Šiauliai
In der Stadt Šiauliai wurden von Gunter Demnig am 29. August 2016 zwei Stolpersteine verlegt.
| Stolperstein | Übersetzung | Verlegeort                              | Name, Leben                     |
| ------------ | --- | --------------------------------------- | ------------------------------- |
|              | HIER LEBTE SAMUELIS PETUCHAUSKAS JG. 1894 VERHAFTET 1941 ERMORDET AUGUST 1941 PANERIAI                                          | Šiauliai, · Vasario 16-osios gatvė 62 · | Samuel Petuchauskas (1894–1941) |
|              | HIER LEBTE URIJUS ROZOVKIS JG. 1871 VERHAFTET GHETTO ŠIAULIAI DEPORTIERT 1943 AUSCHWITZ ERMORDET 1943 WÄHREND DER KINDER-AKTION | Šiauliai, · Vilniaus gatvė 168 ·        | Urijus Rozovkis (1871–1943)     |

### Švėkšna
In Švėkšna, einer Stadt in der Rajongemeinde Šilutė, wurden 2019 sechs Stolpersteine verlegt.
| Stolperstein | Übersetzung | Verlegeort               | Name, Leben |
| ------------ | --- | ------------------------ | --- |
|              | HIER LEBTE RACHELE PEŠĖ KROMAITĖ ZIVIENĖ GEBOREN 1883 GETÖTET 20. September 1941 WALD VON PARUBEŽINE                                                | Švėkšna, Liepų aikštė 23 | Rachelė Pešė (Kromaitė Zivienė) |
|              | HIER LEBTE LIBĖ ZIVAITĖ GEBOREN 1911 GEFLÜCHTET 1941 IN DIE SOWJETUNION ÜBERLEBT                                                                    | Švėkšna, Liepų aikštė 23 | Libė Zivaitė wurde 1911 geboren. |
|              | HIER LEBTE MINDA ZIVAITĖ GEBOREN 1916 GETÖTET 20. September 1941 WALD VON PARUBEŽINE                                                                | Švėkšna, Liepų aikštė 23 | Minda Zivaitė, genannt Mindalė, |
|              | HIER LEBTE MIRIAM ZIVAITĖ GEBOREN 1915 1941 VERHAFTET GHETTO VILNIUS GETÖTET 1943 PANERIAI                                                          | Švėkšna, Liepų aikštė 23 | Miriam Zivaitė wurde 1915 als Tochter von Mošė Zivas und Rachelė Pešė geboren. Sie hatte zumindest zwei Schwestern und einen Bruder. Sie wurde Lehrerin. Sie wurde im Zuge der Shoah ermordet. |
|              | HIER LEBTE UND ARBEITETE MOŠE ZIVAS GEBOREN 1872 VERHAFTET 27. Juni 1941 GETÖTET JULI 1941 ŠIAUDVIEČIŲ                                              | Švėkšna, Liepų aikštė 23 | Mošė Zivas, auch Moshe Ziv, wurde 1872 in Švėkšna geboren. Er war der Sohn von Naftali Ziv und Guta. Er wurde Textilhändler. Er heiratete Rachel. Das Paar hatte zumindest vier Kinder, die Töchter Libė (geb. 1911), Miriam (geb. 1915) und Minda (geb. 1916) sowie Sohn Naftali (geb. 1924). Er wurde am Anfang des Sommers 1941 festgenommen und noch im Juli 1941 ermordet. |
|              | HIER LEBTE NAFTALIS ZIVAS GEBOREN 1924 VERHAFTET 27. Juni 1941 VERSCHLEPPT ARBEITSLAGER MEIŠLAUKIAI 1943 AUSCHWITZ UND WARSCHAU 1944 DACHAU BEFREIT | Švėkšna, Liepų aikštė 23 | Naftalis Zivas wurde 1924 geboren. |

### Ukmergė
In der Stadt Ukmergė wurden zwei Stolpersteine verlegt.
| Stolperstein | Übersetzung                                                                                                | Verlegeort                                             | Name, Leben |
| ------------ | --- | ------------------------------------------------------ | --- |
|              | HIER WOHNTE MAUŠA LEVI GEBOREN 1886 INTERNIERT 1941 GEFÄNGNIS VON UKMERGĖ GETÖTET AUGUST 1941 PIVONIJA […] | Ukmergė, · Kauno gatvė 22 · (vormals Kauno gatvė 15) · | Mauša Levi wurde 1886 geboren. Er wurde Fotograf und ab 1923 Inhaber eines Fotostudios, welches sich auf Familienporträts, Vignetten und Gruppenbilder spezialisierte. Sein Fotostudio wurde zu einem der bekanntesten in Ukmergė. |
|              | HIER WOHNTE JOSEFAS ZUSMANOVIČIUS GEBOREN 1895 VERHAFTET 1941 GETÖTET SEPTEMBER 1941 PIVONIJA […]          | Ukmergė, · Vienuolyno gatvė 2 ·                        | Josefas Zusmanovičius wurde 1895 geboren. Er studierte in Telšiai und wurde der letzte Rabbiner von Ukmergė. Er war mit Leja verheiratet. Das Paar hatte fünf Kinder, Moše, Rachil, Hilde, Mordechai, Golda. Im September 1941 wurde er von den Deutschen getötet. Auch seine Familie soll im Rahmen des Holocaust ermordet worden sein. Der Stolperstein befindet sich vor der ehemaligen Synagoge, in der Josefas Zusmanovičius bis zu seinem Tod wirkte. |

### Vilkaviškis
Im Juli 2021 übersandte der Künstler Stolpersteine für Moses Kleinštein und dessen Familie an die Stadt Vilkaviškis im Südwesten Litauens. Die Verlegezeremonie wurde für 23. September 2021 um 11 Uhr angesetzt.
| Stolperstein | Übersetzung | Verlegeort                 | Name, Leben |
| ------------ | --- | -------------------------- | --- |
|              | HIER LEBTE ESTERA KLEINŠTEIN GEBOREN 1903 VERHAFTET 1941 GHETTO VON VILKAVIŠKIS ARBEITSLAGER PILVIŠKIAI GEFLÜCHTET, VERSTECKT RAJONGEMEINDE ŠAKIAI                | Maironis g. 21 Vilkaviškis | Estera Kleinštein wurde 1903 geboren. |
|              | HIER LEBTE UND ARBEITETE MOISEJUS KLEINŠTEINAS GEBOREN 1901 VERHAFTET 1941 GHETTO VON VILKAVIŠKIS GETÖTET 28. Juli 1941                                           | Maironis g. 21 Vilkaviškis | Moisejus Kleinšteinas wurde 1901 geboren. Er und sein Sohn wurden am 28. Juli 1941 im Ghetto von Vilkaviškis ermordet. Ehefrau und Tochter wurden in das Ghetto von Pilviškiai verschleppt. Sie konnten flüchten und sich bis zum Ende der NS-Besatzung verstecken. |
|              | HIER LEBTE ZEV-CVI KLEINŠTEINAS GEBOREN 1924 VERHAFTET 1941 GHETTO VON VILKAVIŠKIS GETÖTET 28. Juli 1941                                                          | Maironis g. 21 Vilkaviškis | Zev-Cvi Kleinšteinas wurde 1924 geboren. Er und sein Vater wurden am 28. Juli 1941 im Ghetto von Vilkaviškis ermordet. |
|              | HIER LEBTE RANANA MALCHANOVA KLEINŠTEINAITE GEBOREN 1931 VERHAFTET 1941 GHETTO VON VILKAVIŠKIS ARBEITSLAGER PILVIŠKIAI GEFLÜCHTET, VERSTECKT RAJONGEMEINDE ŠAKIAI | Maironis g. 21 Vilkaviškis | Ranana Malchanova-Kleinšteinaitė wurde 1932 geboren. |

### Vilnius
In Vilnius, der Hauptstadt Litauens, wurden von Gunter Demnig am 30. August 2016 die ersten acht Stolpersteine verlegt. Weitere Stolpersteine befinden sich auch in der Gedimino pr. 37 und in der Gedimino pr. 46, sie sind Mitgliedern der Familie Rabinowicz gewidmet.
| Stolperstein | Übersetzung | Verlegeort                                                           | Name, Leben |
| ------------ | --- | -------------------------------------------------------------------- | --- |
|              | HIER LEBTE JOZEF BRUK GEBOREN 1899 VERHAFTET SEPTEMBER 1941 LUKIŠKĖS-GEFÄNGNIS ERMORDET 11. September 1941 PANEREI                                              | Gedimino pr. 46 Vilnius                                              | Jozef Bruk (1899–1941) |
|              | HIER LEBTE RAKHEL BRUK GEBOREN 1931 VERHAFTET SEPTEMBER 1941 LUKIŠKĖS-GEFÄNGNIS ERMORDET 11. September 1941 PANEREI                                             | Gedimino pr. 46 Vilnius                                              | Rakhel Bruk (1931–1941) |
|              | HIER LEBTE SHULAMIT BRUK GEBOREN 1931 VERHAFTET SEPTEMBER 1941 LUKIŠKĖS-GEFÄNGNIS ERMORDET 11. September 1941 PANEREI                                           | Gedimino pr. 46 Vilnius                                              | Shulamit Bruk (1931–1941) |
|              | HIER LEBTE DORA (DEBORA) BRUK-RABINOWICZ GEBOREN 1902 VERHAFTET SEPTEMBER 1941 LUKIŠKĖS-GEFÄNGNIS ERMORDET 11. September 1941 PANEREI                           | Gedimino pr. 46 Vilnius                                              | Debora Bruk-Rabinowicz (1902–1941) |
|              | HIER WOHNTE LIZA DAICHES JG. 1914 VERHAFTET SEPTEMBER 1941 GHETTO VILNIUS DEPORTIERT 1943 ESTLAND ERMORDET 1944 DEUTSCHLAND                                     | Šv. Stepono g. 17 Vilnius                                            | Liza Daiches (1914–1944) |
|              | HIER ARBEITETE LAZAR LEWANDO JG. 1880 UMGEKOMMEN 1941 AUF DER FLUCHT VOR DEN NAZIS                                                                              | Vokiečių gatvė 14 ·                                                  | Lazar Lewando (1880–1941) |
|              | HIER ARBEITETE FANIA LEWANDO- FISZELEWICZ JG. 1888 UMGEKOMMEN 1941 AUF DER FLUCHT VOR DEN NAZIS                                                                 | Vokiečių gatvė 14 ·                                                  | Fania Lewando geb. Fiszelewicz (hebräisch: פאנני לעוואנדא), wurde um 1887 in Włocławek, damals Russisches Kaiserreich, heute Polen, geboren. Sie wurde eine bekannte Köchin und die Autorin des ersten auf Jiddisch verfassten vegetarischen Kochbuchs in Europa. Sie flüchtete 1941 vor den nationalsozialistischen Besatzern und wurde von sowjetischen Soldaten festgenommen. Wie, wann und wo sie und ihr Ehemann Lazar (siehe unten) ums Leben kamen, ist nicht bekannt. |
|              | HIER LEBTE UND ARBEITETE DR. SAMUELIS MARGOLIS JG. 1889 VERHAFTET 7. August 1941 GHETTO VILNIUS ERMORDET 6. Juli 1944 PANERIAI                                  | Vilniaus gatvė 33 / Islandijos gatvė 2 ·                             | Samuelis Margolis wurde 1889 geboren. Er wurde am 5. Juli 1944 in Paneriai ermordet. Er war Arzt. |
|              | HIER WOHNTE BENCIONAS MICHTOMAS JG. 1909 JULI 1941 BAUCHSCHUSS                                                                                                  | Žemaitijos g. 1 Vilnius                                              | Bencionas Michtomas (1909–1941) |
|              | HIER WOHNTE UMA OLKIENICKA-LERER JG. 1899 VERHAFTET SEPTEMBER 1941 GHETTO VILNIUS DEPORTIERT 1943 MAJDANEK ERMORDET                                             | Jono Basanavičiaus g. 19 Vilnius                                     | Uma Olkienicka-Lerer (1899–1943/44) |
|              | HIER WOHNTE ARON RABINOWICZ GEBOREN 1877 VERHAFTET SEPTEMBER 1941 LUKIŠKĖS-GEFÄNGNIS ERMORDET 11. September 1941 PANEREI                                        | Gedimino pr. 37 Vilnius                                              | Aron Rabinowicz (1877–1941) |
|              | HIER WOHNTE HINDA RABINOWICZ- ZHUPRANER GEBOREN 1882 VERHAFTET SEPTEMBER 1941 LUKIŠKĖS-GEFÄNGNIS ERMORDET 11. September 1941 PANEREI                            | Gedimino pr. 37 Vilnius                                              | Hinda Rabinowicz-Zhupraner (1877–1941) |
|              | HIER LERNTE ICCHOKAS RUDAŠEVSKIS GEBOREN 1927 VERHAFTET SEPTEMBER 1941 GHETTO VILNIUS ERMORDET OKTOBER 1943 PANERIAI                                            | Rūdninkų gatvė 8 ·                                                   | Isaac Rudashevsky (1927–1943) |
|              | HIER LEBTE LEJA ŠEMIAVIČIŪTĖ JG. 1931 VERHAFTET 6. September 1941 GHETTO VILNIUS GEFLÜCHTET 1943 ERMORDET 1943 BEZDONYS                                         | Vasario 16-osios g. 8 / Šermukšnių g. 1                              | Lili Leja Šemiavičiūtė wurde am 2. Januar 1931 als Tochter von Lejba Šemiavičius (siehe unten) und Chaja geb. Shochot (siehe oben) geboren. Sie hatte einen Bruder, Mikhael, ging zur Schule und wurde von den Eltern nach dem Überfall der Deutschen auf Litauen zu Onkel und Tante nach Bezdonys geschickt. Sie hofften, dass die Tochter dort in Sicherheit wäre. 1943 kam es dort zu einem schwerwiegenden Zwischenfall. Als jüdische Arbeiter, die fürchteten erschossen zu werden, sich weigerten, eine Baracke zu verlassen, eröffnete die Gestapo das Feuer, feuerte mit Maschinenpistolen und warf Granaten in die Baracke. Die Menschen, die sich darinnen befanden, fingen Feuer. Als die Mordstätte geräumt wurde, entdeckte man auch den Leichnam der 12-jährigen Leja. Ihre Mutter wurde in einem der Massaker von Ponary erschossen, ihr Vater kam krank und erschöpft in einem Konzentrationslager in Estland um. Nur ihr Bruder konnte überleben. Er sandte zahlreiche Todesmeldungen nach Yad Vashem, über nähere und fernere Verwandte, aber auch für Freunde und Nachbarn. Darunter finden sich auch drei für seine Schwester.                                                     |
|              | HIER LEBTE CHAJA ŠEMIAVIČIENĖ- SHOCHOT JG. 1902 VERHAFTET 6. September 1941 GHETTO VILNIUS 9. Oktober 1943 LUKIŠKĖS-GEFÄNGNIS ERMORDET 9. Oktober 1943 PANERIAI | Vasario 16-osios gatvė 8 / Šermukšnių gatvė 1 ·                      | Chaja Šemiavičienė-Shochot, auch Khaya, geb. Shochot wurde 1902 geboren. Sie wurde 1943 in einem der Massaker von Ponary erschossen. |
|              | HIER LEBTE LEBJA ŠEMIAVIČIŪTĖ JG. 1889 VERHAFTET 1941 GHETTO VILNIUS DEPORTIERT 1943 ERMORDET 1943 KONZENTRATIONSLAGER KOHTLA (GOLDFIELDS)                      | Vasario 16-osios gatvė 8 / Šermukšnių gatvė 1 ·                      | Lejba Šemiavičius, auch Leyb Shemevich, wurde 1889 geboren. In der Zwischenkriegszeit baute die Familie eine Brauerei, eine Weinhandlung und eine Getreidemühle auf. Durch die Weltwirtschaftskrise wurden die Unternehmen im Jahr 1929 hart getroffen und mussten schließen. Die Brüder Leyb und Jeremias befassten sich danach mit der Vermietung von Wohnungen. Er selbst lebte mit seiner Frau Chaya geb. Shochot (siehe oben), der Tochter Lili Leja (siehe oben) und dem Sohn Mikhael in dem Haus, vor dem die Stolpersteine verlegt wurden. Es gehörte seinem Bruder. Nach der Eroberung Litauens durch das NS-Regime wurde die Tochter Leja zu Onkel und Tante nach Bezdonys geschickt, weil ihre Eltern hofften, sie wäre dort in Sicherheit. Die Eltern mussten im Ghetto von Vilnius leben. Drei der vier Familienmitglieder wurden im Jahr 1943 vom NS-Regime ermordet, Lejba Šemiavičius in einem Konzentrationslager in Estland, seine Frau in einem der Massaker von Ponary und die gemeinsame Tochter in Bezdonys. Sohn Mikhael konnte überleben, suchte vergeblich nach Familienfotos, versuchte das Schicksal seiner Familie zu rekonstruieren. Er veröffentlichte ein Buch darüber. |
|              | HIER LEBTE JOKŪBAS ŠERAS GEBOREN 1890 VERHAFTET SEPTEMBER 1941 DEPORTIERT 1943 ESTLAND ERMORDET 1944 VAIVARA                                                    | Nähe Pelesos g. 47 (ursprüngliches Haus nicht mehr erhalten) Vilnius | Jokūbas Šeras (1890–1944) |
|              | HIER WOHNTE RACHELĖ SUCKEVER-UŠAJEVA JG. 1904 VERHAFTET SEPTEMBER 1941 GHETTO VILNIUS DEPORTIERT 1943 MAJDANEK ERMORDET 1943                                    | Jono Basanavičiaus g. 16 Vilnius                                     | Rachelė Suckever-Ušajeva (1904–1943) |
|              | HIER LEBTE UND ARBEITETE DR. JAKOVAS VYGODSKIS JG. 1854 VERHAFTET 24. Juni 1941 GETÖTET 1941 LUKIŠKĖS-GEFÄNGNIS                                                 | Vasario 16-osios gatvė 8 / Šermukšnių gatvė 1 ·                      | Jakob Wygodski, auch Yakov Vygodsky und andere Schreibweisen, wurde 3. April 1856 in Babrujsk, damals Russisches Kaiserreich, heute Belarus, geboren. Seine Eltern waren der Kaufmann Yochel Mendelevich Vygodsky (* 1829) und die Hausfrau Rona Leibovna (* 1832). 1860 übersiedelte die Familie nach Vilnius. Er hatte zwei Brüder, Gavriil Efimovich (1863–1939) und Lazar Efimovich. Alle drei Söhne studierten Medizin. Jakob Wygodski heiratete Elena Semyonovna. Das Paar hatte zwei Kinder, Alexandra Yakovlevna (1884–1968), die den Arzt Sergey Aleksandrovich Brushteyn (1892–1947) heiratete und Schriftstellerin wurde, und Semen Yakovlevich (1892–1956), später Bauingenieur. Er war von 1918 bis 1919 Minister für jüdische Angelegenheiten Litauens und wurde 1941 vom NS-Regime im Lukiškės-Gefängnis ermordet. Seine Kinder und Enkelkinder konnten das NS-Regime überleben. Seine Tochter Aleksandra Brusztein schrieb mehr sechzig Theaterstücke für Kinder, seine Enkelin Nadeschda Sergejewna Nadeschdina wurde Ballerina des Bolschoi-Balletts. |

## Verlegedaten
- 28. August 2016: Kaunas, Panevėžys
- 29. August 2016: Šiauliai
- 30. August 2016: Panevėžys
- 13. Oktober 2016: Švėkšna
- 23. September 2021: Vilkaviškis